# Jaitwara
Jaitwara é uma cidade e uma nagar panchayat no distrito de Satna, no estado indiano de Madhya Pradesh.

## Demografia
Segundo o censo de 2001, Jaitwara tinha uma população de 8903 habitantes. Os indivíduos do sexo masculino constituem 51% da população e os do sexo feminino 49%. Jaitwara tem uma taxa de literacia de 59%, inferior à média nacional de 59,5%: a literacia no sexo masculino é de 69% e no sexo feminino é de 50%. Em Jaitwara, 18% da população está abaixo dos 6 anos de idade.